# Адолескарій
Адолескарій, адолескарія (від лат. adolesco — збільшуюсь, росту) — остання личинкова стадія розвитку деяких паразитичних червів класу трематод, наприклад звичайного печінкового сисуна (Fasciola hepatica). Утворюється з попередньої стадії — церкарія у зовнішньому середовищі, зазвичай у водоймах та являє собою нерухому цисту, яка прикріплена до водних рослин або лежить на дні. Процес перетворення церкарія у адолескарій називається цистогонія. Потрапляючи з їжею або водою у організм кінцевого хазяїна перетворюється на дорослу особину паразитичного черва. 